# Estrada do lago
A Estrada do lago é a estrada que parte de Genebra até Lausana e segue próximo e paralela ao Lago Lemano. Antes da construção da auto-estrada A1, a estrada do lago era a única via de ligação mais ou menos recta entre estas duas cidades.
Actualmente, continua a ser uma segunda via, mas é fundamentalmente uma maneira de atravessar as localidades como Versoix e o seu porto e o burgo baseado no esquema  das construções de Vauban, Coppet e as suas casas sobre arcadas do século XVI, o  Castelo de Rolle mesmo na margem do lago, Saint-Prex, Morges e o seu castelo-arsenal convertido em museu, e antes de chegar a Lausana a igreja românica em São Sulpício.

## Imagens

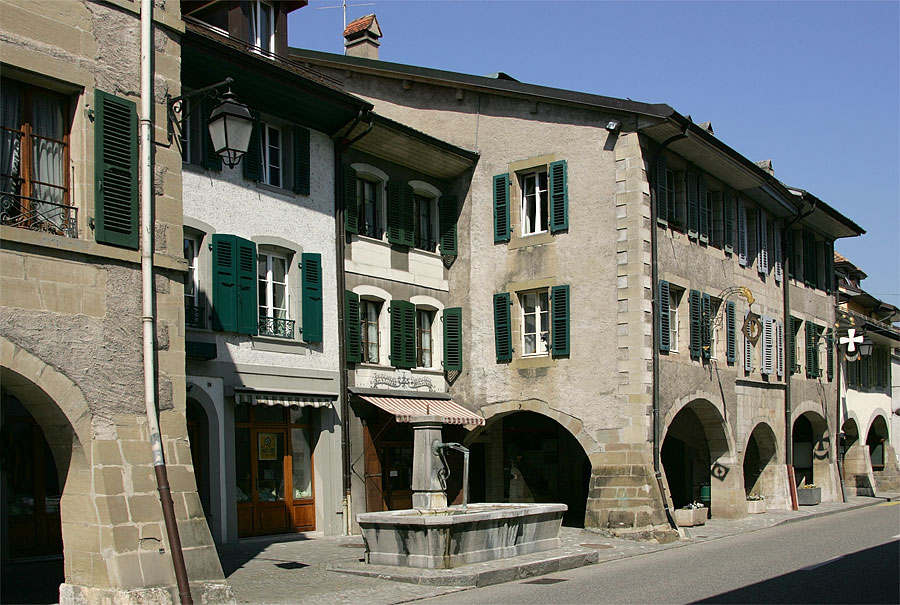
Arcadas de Coppet
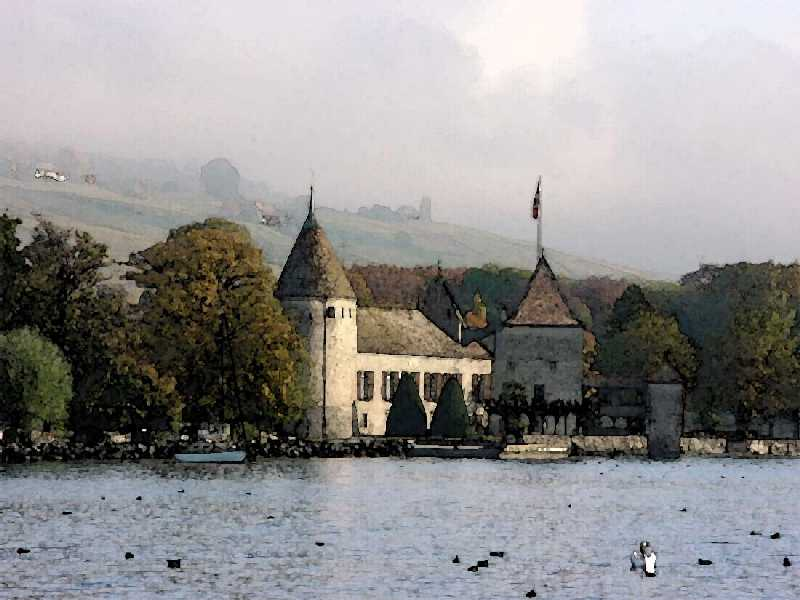
Castelo de Rolle
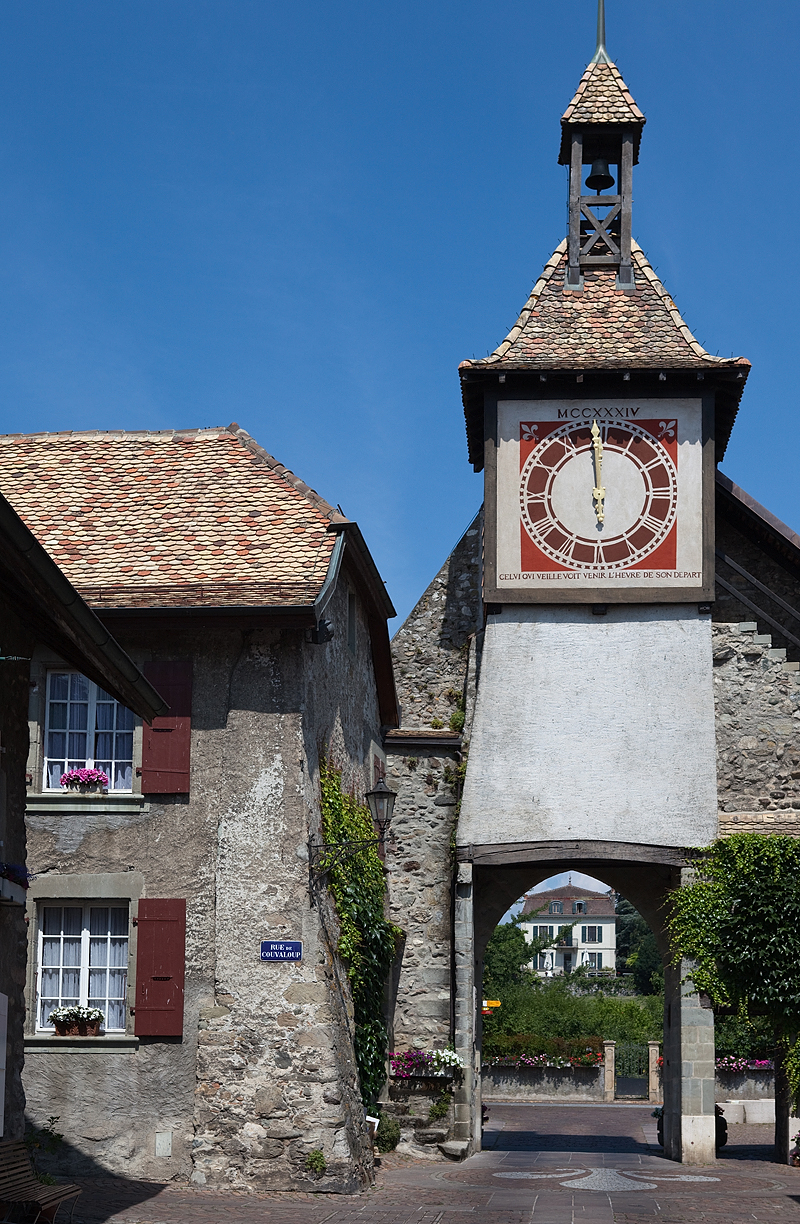
Porte de entrada de  Saint-Prex
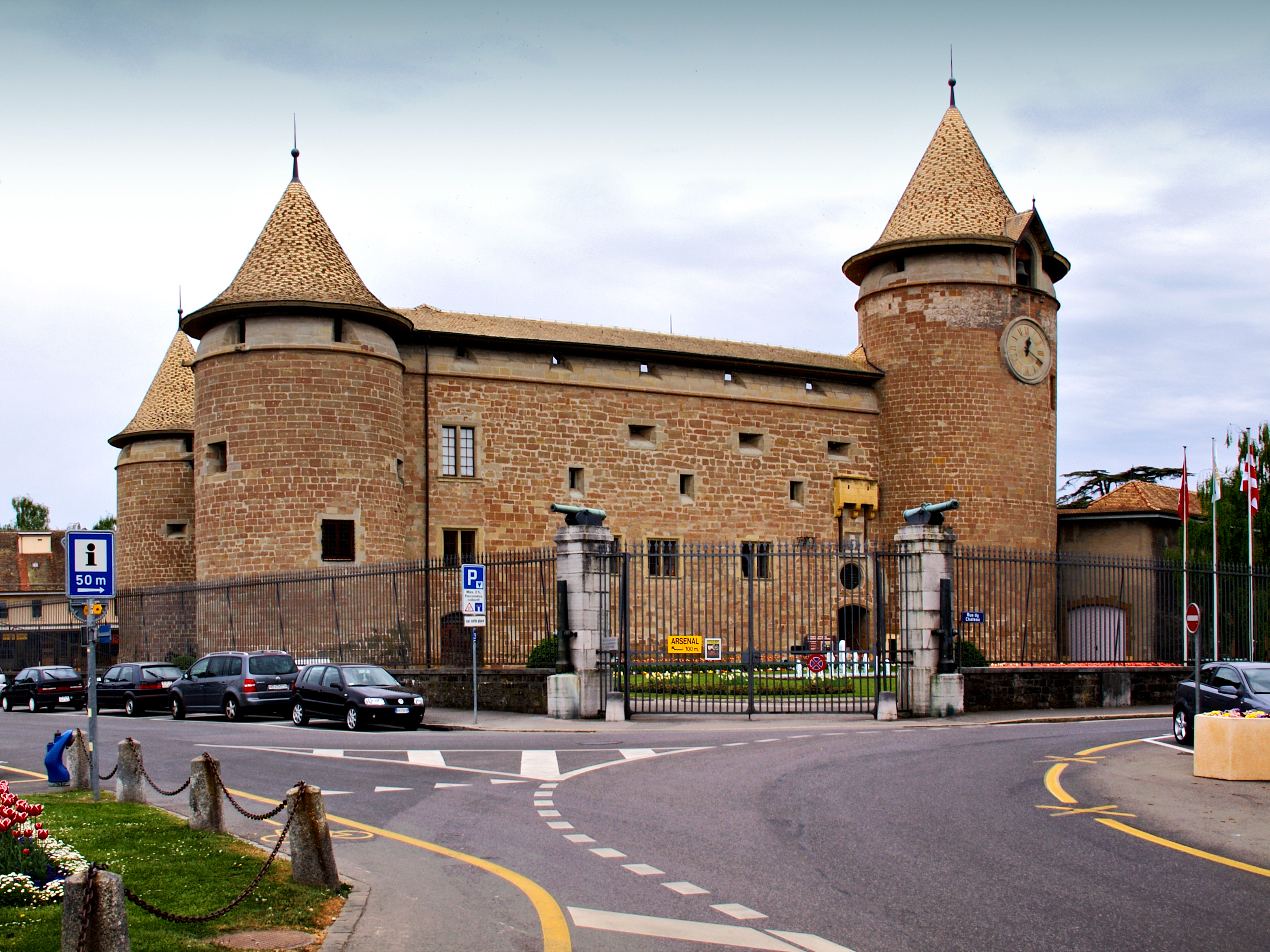
Castelo de Morges
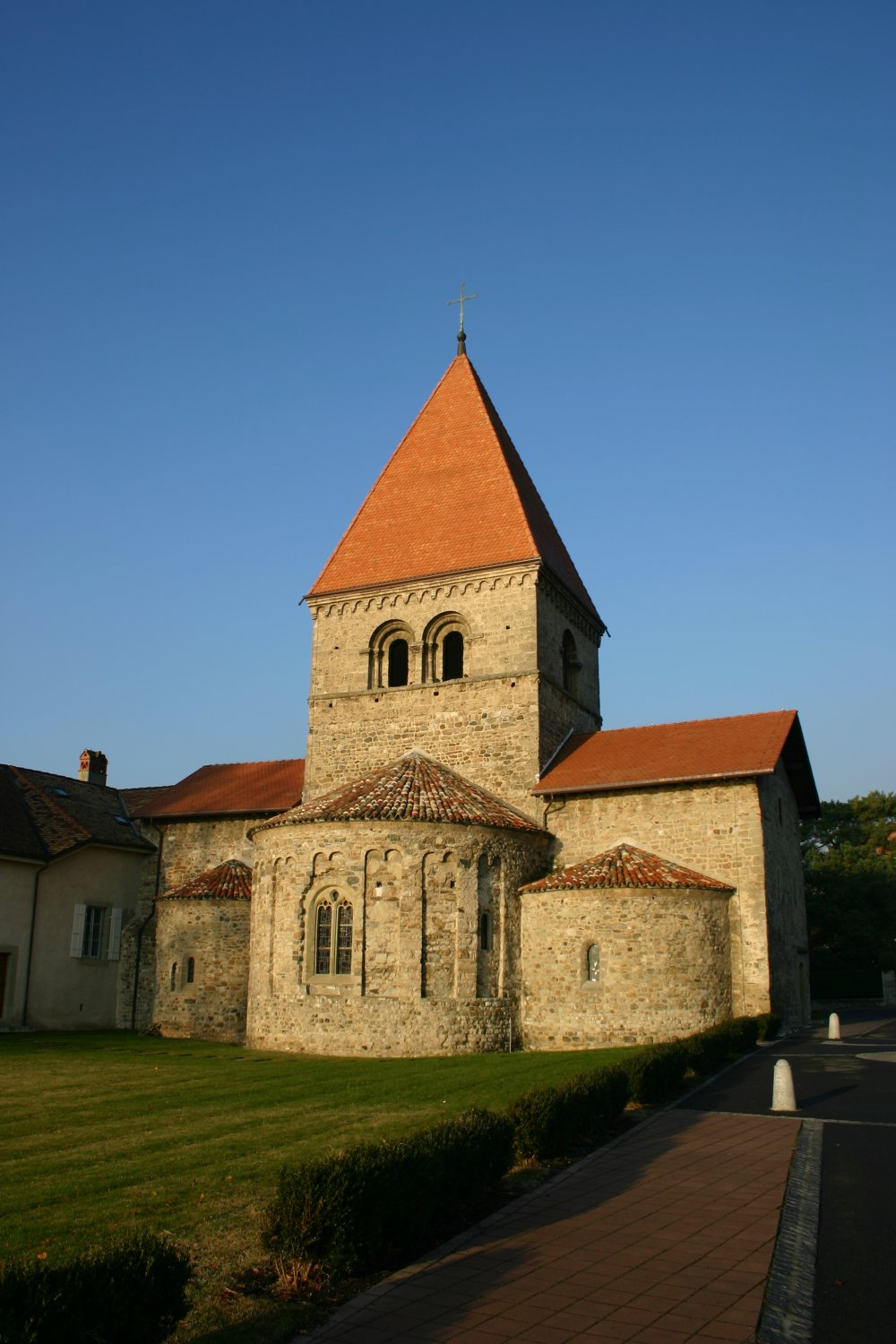
Igreja de St-Sulpício